# Arda Green
Arda Alden Green (7 mai 1899 - 22 janvier 1958) est une biochimiste américaine qui a co-découvert le neurotransmetteur sérotonine et la réaction responsable de la Bioluminescence des lucioles. Elle est également connue pour avoir contribué à l'élucidation du cycle de Cori par Gerty Cori et Carl Cori et pour avoir montré comment le pH affecte la capacité de l'hémoglobine à se lier et à transporter l'oxygène. Elle reçoit la médaille Garvan-Olin de l'American Chemical Society pour son travail.

## Jeunesse et éducation
Arda Green est née à Prospect, Pennsylvanie, fille de Vennis A. Green et Melva Stevenson Green. Son père enseigne la chimie et sa sœur Metta Clare Green (Loomis) obtient un doctorat en physique. La famille Green déménage en Californie quand Arda est encore jeune,. Arda Green obtient des diplômes de premier cycle en chimie et en philosophie à l'Université de Californie à Berkeley en 1921 ; elle poursuit ses études supérieures en philosophie, mais se tourne rapidement vers la médecine. Elle obtient un diplôme de médecine à l'Université Johns-Hopkins en 1927.
Elle commence des études de médecine à Berkeley, mais prend une année sabbatique pour étudier avec le biochimiste des protéines Edwin Cohn à l'Université de Harvard sous les encouragements d'Herbert M. Evans. Elle termine ensuite ses études de médecine à l'Université Johns-Hopkins, où elle travaille sur la conductivité électrolytique dans les membranes avec Leonor Michaelis et obtient son diplôme en 1927.

## Carrière
Après des études supérieures, Green travaille comme membre du National Research Council en médecine à l'Université Harvard, travaillant dans le laboratoire d'Edwin Cohn et se spécialisant dans le développement de méthodes pour isoler et purifier les protéines. Dans la période de 1930 à 1932, Green mène des recherches à l'Institut océanographique de Woods Hole où elle travaille avec Alfred C. Redfield sur la respiration chez les marsouins et un projet sur l'hémoglobine chez certains poissons. Elle collabore avec Ronald M. Ferry sur des études sur la dépendance au pH de l'hémoglobine et contribue plus tard à caractériser la solubilité de l'hémoglobine et ses interactions avec le Dioxyde de carbone et le Monoxyde de carbone. Pendant son séjour à Harvard, elle travaille également comme chercheuse dans le laboratoire de Lawrence Joseph Henderson, passe sept ans comme associée de recherche en pédiatrie et enseigne les sciences biochimiques au Radcliffe College.
En 1941, elle part à l'Université Washington de Saint-Louis dans le Missouri, où elle travaille avec Gerty Cori et Carl Cori en tant que professeur adjoint de biochimie. Elle isole la Phosphorylase pure, une enzyme clé dans la voie du cycle de Cori qui décompose le glycogène, une molécule de stockage du sucre, jouant un rôle essentiel dans l'élucidation du métabolisme du glycogène. À l'Université de Washington, elle purifie également d'autres enzymes métaboliques importantes, notamment l'aldolase, qui décompose le fructose.
En 1945, elle est nommée à la faculté de la Clinique de Cleveland, travaillant avec Irvine Page. C'est à Cleveland qu'elle co-découvre et nomme la sérotonine, un composé organique important, avec Page et Maurice M. Rapport (en). Elle isole et étudie, en collaboration avec F.M Bumpus, des molécules importantes dans la régulation de la pression artérielle, notamment l'angiotensinogène (le précurseur de l'angiotensine) et l'angiotonine (hypertension).
La carrière de Green se termine à l'Université Johns-Hopkins ; elle commence à étudier la chimie de la bioluminescence avec William D. McElroy à l'Institut McCollum-Pratt en 1953. Elle isole la luciférase de luciole, découvre la réaction qui fait briller les lucioles et commence à travailler sur la bioluminescence bactérienne, mais n'a pas pu le terminer en raison d'une maladie.
Green reçoit la médaille Garvan-Olin de l'American Chemical Society à l'automne 1957  et elle est officiellement décernée à titre posthume en avril 1958. Green est décédé en janvier 1958, d'un cancer du sein, à l'âge de 58 ans.